# Мясищев, Владимир Иванович
Владимир Иванович Мясищев (27 июня 1907 — 11 марта 1991) — советский военный деятель, контр-адмирал, участник Великой Отечественной войны.

## Биография
Владимир Иванович Мясищев родился 27 июня 1907 года в городе Орле. В 1931 году окончил два курса Харьковского электротехнического института имени В. И. Ленина. В том же году он был призван на службу в Рабоче-Крестьянскую Красную Армию. В 1934 году окончил Военную электротехническую академию имени С. М. Будённого. Начал службу в Научно-исследовательском морском институте связи Военно-морского флота СССР в Ленинграде, пройдя путь от инженера до помощника начальника отдела. В мае 1938 года Мясищев был переведён в Управление связи Военно-морских сил СССР. В 1940 году командировался в Германию, где входил в комиссию по подготовке договора на поставку в СССР гидроакустического оборудования. К началу Великой Отечественной войны возглавлял 2-е отделение 3-го отдела данного управления.
Возглавляемый Мясищевым отдел в годы Великой Отечественной войны занимался вооружением частей Военно-морского флота СССР гидроакустическими средствами. Под его руководством были приняты все необходимые меры к разработке, производству и поставке в действующие части всей необходимой гидроакустической аппаратуры, наличие которой на кораблях и подводных лодках значительно повысило боевые качества судов. Много и плодотворно работал по обучению личного состава флота использованию этой техники. Со служебными целями выезжал на Балтийский, Тихоокеанский, Северный и Черноморский флоты. По завершении войны был направлен в Германию, где занимался поисков узлов связи флота бывшего Третьего рейха.
После окончания войны продолжал службу в центральном аппарате Военно-морского флота СССР, был начальником отдела Управления радиолокации, заместителем начальника Управления по гидроакустике, заместителем начальника радиотехнической связи флота. Внёс значительный вклад в развитие на флоте инфракрасной техники, телевидения, измерительных приборов. В своей работе тесно сотрудничал с научно-исследовательскими организациями, Академией наук СССР, Министерством высшего образования СССР. В марте 1961 года был уволен в запас, но ещё до 1969 года трудился старшим инженером в Военно-промышленной комиссии при Совете Министров СССР. Умер 11 марта 1991 года, похоронен на Кунцевском кладбище Москвы.

## Награды
- Орден Ленина (30 декабря 1956 года);
- Орден Красного Знамени (27 декабря 1951 года);
- Орден Отечественной войны 2-й степени (6 апреля 1985 года);
- 2 ордена Красной Звезды (22 февраля 1943 года, 5 ноября 1946 года);
- Медаль «За боевые заслуги» (3 ноября 1944 года) и другие медали.